# La Grange (condado de Walworth, Wisconsin)
La Grange es un pueblo ubicado en el condado de Walworth en el estado estadounidense de Wisconsin. En el Censo de 2010 tenía una población de 2.454 habitantes y una densidad poblacional de 26,54 personas por km².

## Geografía
La Grange se encuentra ubicado en las coordenadas 42°47′27″N 88°35′31″O / 42.79083, -88.59194. Según la Oficina del Censo de los Estados Unidos, La Grange tiene una superficie total de 92.46 km², de la cual 88.84 km² corresponden a tierra firme y (3.92%) 3.62 km² es agua.

## Demografía
Según el censo de 2010, había 2.454 personas residiendo en La Grange. La densidad de población era de 26,54 hab./km². De los 2.454 habitantes, La Grange estaba compuesto por el 96.86% blancos, el 0.12% eran afroamericanos, el 0.08% eran amerindios, el 0.45% eran asiáticos, el 0% eran isleños del Pacífico, el 1.43% eran de otras razas y el 1.06% pertenecían a dos o más razas. Del total de la población el 3.26% eran hispanos o latinos de cualquier raza.